# 樽見鉄道ハイモ295-510形気動車
樽見鉄道ハイモ295-510形気動車 （たるみてつどうハイモ295-510がたきどうしゃ）は、2005年（平成17年）に1両が製造された樽見鉄道の気動車である。樽見鉄道で初めて18 m級の車体を採用した。

## 概要
1984年（昭和59年）10月に国鉄樽見線を第三セクターに転換して開業した樽見鉄道が、開業時に投入したハイモ180-200形の老朽代替用として2005年（平成17年）に1両を製造したものである。形式名「ハイモ」は「ハイスピードモーターカー」の略、295は馬力表示の機関出力を意味している。1999年（平成11年）に1両が製造されたハイモ295-310形に対し、輸送力増強のため車体長が2 m延長された18 mとなったが、エンジンはハイモ295-310形と同じ電子制御のPF6HT03ディーゼルエンジンが採用された。従来車両との総括制御が可能である。正面貫通式、両運転台、トイレなし、ロングシートで、車椅子スペースと、車椅子で乗降する際に使用する脱着式スロープが設けられた。外部塗装は樽見鉄道標準のブルーベースのものになった。車両番号の下2桁はハイモ230-310形・ハイモ295-310形と連番で、516となった。

## 車体
前面は貫通式、乗務員室は左側に設けられ、乗務員用扉が設けられた。幅900 mmの引き戸の客用扉が片側2か所、両車端に設けられた。ホーム高さが低いため扉にはステップが設けられ、車椅子での乗降に備え、着脱式のスロープが搭載されている。扉間には幅1,200 mmの窓6組が設けられ、両端のもの左右計4個所が上段固定、下段上昇の2段窓、それ以外は固定窓となった。登場時から18年間に亘って樽見鉄道標準塗色となっていたが、2024年に本巣市の市制20周年を記念したラッピングが施され、車両の愛称は「モトスミライ号」となった。車体正面の行先表示器がLED式となり、両側面にもLED式行先表示器が設けられた。
車内は全席バケット式ロングシートとなり、車椅子スペースが設けられた。

## 走行装置
エンジンは、電子制御の日産ディーゼル製PF6HT03ディーゼルエンジン定格出力（217 kW / 2,100 rpm）を1基搭載、動力は神鋼造機製SCAR0.91B-4D1液体変速機（変速2速、直結1速）を介して2軸駆動の台車に伝達される。台車はボルスタレス空気ばね式FU56KD/Tが採用された。制動装置は従来車との併結を考慮してSME三管式直通ブレーキが採用された。デッドマン装置、戸閉保安装置、列車無線などが設置され、保安度の向上がはかられた。

## 空調装置
暖房装置はエンジン排熱を利用した温風式である。冷房装置は機関直結式の能力18.0 kW（15,500 kcal/h）のデンソー製AU26が2基設置された。

## 車歴
| 形式          | 車両番号      | 製造       | 廃車 |
| ------------- | ------------- | ---------- | ---- |
| ハイモ295-510 | ハイモ295-516 | 2005年12月 | -    |

## 運用
ハイモ180形の代替用として製造され、ハイモ295-516の就役でハイモ180-202が廃車されている。樽見線全線で運転され、従来車との連結運転も行われている。客車列車廃止後のうすずみ桜開花時の多客輸送や、モレラ岐阜開業による乗降客増にも対応している。

### 書籍
- 寺田 祐一『私鉄気動車30年』JTBパブリッシング、2006年。ISBN 4-533-06532-5。

### 雑誌記事
- 『レイルマガジン』通巻230号付録（2002年11月・ネコ・パブリッシング）
  - 岡田誠一「民鉄・第三セクター鉄道 現有気動車ガイドブック2002」 pp. 1-32

- 『鉄道ピクトリアル』通巻767号「鉄道車両年鑑2006年版」（2006年10月・電気車研究会）
  - 岸上 明彦「2005年度民鉄車両動向」 pp. 118-140
  - 樽見鉄道 本巣機関区 各務 直人「樽見鉄道 ハイモ295-510形」 pp. 168-169
  - 「民鉄車両諸元表」 pp. 178-181
  - 「各社別新造・改造・廃車一覧」 pp. 205-220

### Web資料
- “樽見鉄道の車両”.   樽見鉄道. 2017年6月25日閲覧。

- 「樽見鉄道に記念列車「モトスミライ号」　本巣市制20周年で地元高校生などがアイデア」『中日新聞』中日新聞、2024年1月27日。オリジナルの2024年2月7日時点におけるアーカイブ。

- “ハイモ295-516が本巣市制20周年記念仕様に” (2024年2月11日). 2024年2月12日時点のオリジナルよりアーカイブ。2024年3月6日閲覧。